# Østre Anlæg (København)
 For alternative betydninger, se Østre Anlæg. (Se også artikler, som begynder med Østre Anlæg)
Østre Anlæg er en offentlig park i det centrale København. I parken ligger bl.a. museerne Statens Museum for Kunst og Den Hirschsprungske Samling.
Det var engang en del af Københavns fæstningsværker. Parken er anlagt af landskabsgartner H.A. Flindt, der også designede Ørstedsparken og Botanisk Have på det tidligere voldterræn.
I parkens sydlige ende ligger Statens Museum for Kunst og mod nord ligger Oslo Plads og Østerport Station.
Parken blev fredet i 1969.
Efter Paul Gauguin flyttede ind i en bolig i Nørregade nr. 51 i april 1885 malede han flere impressionistiske malerier fra Østre Anlæg:
Østervold Park, Copenhagen befinder sig nu på Kelvingrove Art Gallery and Museum i Glasgow mens Dronningens Mølle, Østervold er at finde på Ny Carlsberg Glyptotek.

## Galleri
- Den Hirschsprungske Samlings bagside set fra Østre Anlæg
- Statens Museum for Kunsts bagside set fra anlægget
- Det lider mot skymning er en skulptur af Aron Jerndahl
- Danmarksmonumentet er en skulptur af Louis Hasselriis
- Østervold Park, Copenhagen, Paul Gauguins maleri fra 1885.